# Rhin-et-Moselle
Departamentul Rhin-et-Moselle (franceză Département de Rhin-et-Moselle) a fost un departament al Franței din perioada revoluției și a primului Imperiu. 
Departamentul a fost format în urma ocupării de către trupele revoluționare franceze a malului vestic al Rinului în 1794. În 1795 este încheiată Pacea de la Basel care pune capăt războiului contra Primei Coaliții iar pe malul vestic al Rinului este organizată o republică soră a Republicii Franceze, Republica Cisrenană. Această republică are o existență efemeră, fiind dizolvată în 1802, în același timp teritoriul fiind organizat sub forma a 4 departamente printre care și Rhin-et-Moselle, departamente ce au fost incorporate în mod formal în Republica Franceză în 1801. 
Departamentul este numit după denumirea franceză a râurilor Rin și Moselle, la vărsarea râului Moselle în Rin (Malul stâng al Rinului). Reședința era orașul Koblenz, cunoscut în franceză ca și Coblence. Departamentul este divizat în 3 arondismente și 29 cantoane astfel:
- arondismentul Koblenz, cantoanele: Koblenz, Andernach, Boppard, Cochem, Kaisersesch, Lutzerath, Mayen,  Münstermaifeld, Polch, Rübenach, Treis și Zell (Mosel).
- arondismentul Bonn, cantoanele: Bonn (2 cantoane), Adenau, Ahrweiler, Remagen, Rheinbach,  Virneburg și Wehr.
- arondismentul Simmern, cantoanele: Simmern, Bacharach, Kastellaun, Kirchberg (Hunsrück), Kirn, Bad Kreuznach, Sankt Goar, Bad Sobernheim, Stromberg și Trarbach.

În urma înfrângerii lui Napoleon la Waterloo, teritoriul este înglobat în Regatul Prusiei, în care face parte din Marele Ducat al Rinului Inferior. 